# 勒维让
勒维让（法語：Le Vigen，法語發音：[lə viʒɑ̃]）是法国新阿基坦大区上维埃纳省的一个市镇，属于利摩日区。勒维让位于利摩日市区南部，是利摩日都市圈的一部分。

## 地理
勒维让（45°45'5"N, 1°17'20"E）面积29.51 平方千米，位于法国新阿基坦大区上维埃纳省，该省份为法国中西部省份，北起顺时针与安德尔省、克勒兹省、科雷兹省、多爾多涅省、夏朗德省和维埃纳省接壤。
与勒维让接壤的市镇（或旧市镇、城区）包括：布瓦瑟伊、费蒂亚、茹尔尼亚克、利摩日、圣让利古尔、圣莫里斯莱布鲁斯、索利尼亚克。
勒维让的时区为UTC+01:00、UTC+02:00（夏令时）。

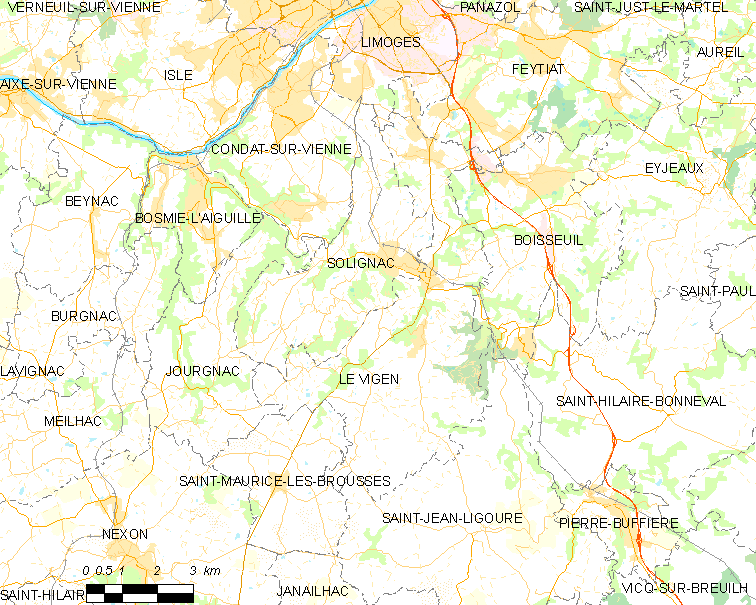
勒维让的OSM定位图

## 行政
勒维让的邮政编码为87110，INSEE市镇编码为87205。

## 政治
勒维让所属的省级选区为维埃纳河畔孔达县。

## 人口

1962-2008年间勒维让人口变化图示

勒维让于2022年1月1日时的人口数量为2298人。